# Peter Straub
Peter Francis Straub (2. března 1943 Milwaukee, Wisconsin, USA – 4. září 2022) byl americký spisovatel, který se stal známý svými hororovými romány. Spolu se Stephenem Kingem patří k nejvýznamnějším představitelům žánru fantasy v anglickojazyčné literatuře.

## Život
Peter Straub vyrůstal v americkém spolkovém státu Wisconsin společně se svými dvěma mladšími bratry. Otec byl obchodník, matka pracovala jako nemocniční sestra. Přáli si, aby se Peter stal lékařem nebo luteránským pastorem. Již od školních let ale Petra zajímala především dobrodružná literatura. V první třídě základní školy prodělal autonehodu, při které takřka přišel o život. V jejím důsledku až do svých 20 let koktal. Jako střední školu si zvolil Milwaukee Country Day School. Titul bakaláře anglického jazyka získal Straub v roce 1965 na Universitě ve Wisconsinu–Madisonu, magisterský titul ve stejném oboru o rok později na Columbia University.
Krátce učil na střední škole, kterou sám vystudoval. Roku 1969 se odstěhoval do Dublinu. Na tamní univerzitě získal titul Ph.D. a začal se věnovat profesionálně psaní. V Irsku a v Anglii prožil 10 let, pak se vrátil do USA. V současné době žije v Londýně. První velký úspěch zaznamenal jeho román z roku 1977 If You Could See Me Now. Straubovy romány získaly mnohá ocenění, mj. World Fantasy Award, British Fantasy Award a Bram Stoker Award. Dlouholeté přátelství ho pojilo se Stephenem Kingem.

## Dílo

### Romány
- 1973: Marriages
- 1974: Under Venus
- 1975: Julia – česky: Julie, přel. Jiří Janda, Aurora, Praha 1997
- 1977: If You Could See Me Now
- 1979: Ghost Story – česky: Ghost story, přel. Ivo Reitmayer, Beta-Dobrovský – Praha, Ševčík – Plzeň 1997
- 1980: Shadowland
- 1983: Floating Dragon – dílo získalo v roce 1984 Cenu Augusta Derletha[2]
- 1984: The Talisman (se Stephenem Kingem) – česky: Talisman, přel. Ivo Reitmayer, Perseus, Plzeň 1996
- 1988: Koko (Vítěz Světové ceny fantasy 1989) – česky: Koko, přel. Ivo Reitmayer, Beta-Dobrovský – Praha, Ševčík – Plzeň 1997. Příběh veteránů vietnamské války, frustrovaných vzpomínkami na krvavé válečné epizody. Jeden z nich se v jejich důsledku stal masovým vrahem.
- 1990: Mystery – česky: Tajemství, přel. Marek Závodník, Beta – Praha, Ševčík – Plzeň 2004
- 1993: The Throat
- 1995: The Hellfire Club
- 1999: Mr. X
- 2001: Black House (se Stephenem Kingem) – česky: Černý dům, přel. Ivo Reitmayer, Beta, Praha 2003
- 2003: Lost Boy, Lost Girl
- 2004: In The Night Room
- 2010: A Dark Matter

### Povídky
- 1990: Houses Without Doors
- 1993: The Ghost Village
- 2000: Magic Terror
- 2002: "Perdido (Fragment of a Work in Progress)"
- 2007: 5 Stories
- 2010: The Juniper Tree and Other Stories

### Novely
- 1982: The General's Wife
- 1990: Mrs. God
- 1993 Bunny is Good Bread
- 1997 Mr. Clubb and Mr. Cuff
- 1999: Pork Pie Hat
- 2010: A Special Place – The Heart of a Dark Matter
- 2011: The Ballad of Ballard and Sandrine

### Básnické sbírky
- 1971: My Life in Pictures
- 1972: Ishmael
- 1972: Open Air
- 1983: Leeson Park and Belsize Square: Poems 1970–1975